# お姉さんは女子小学生に興味があります。
『お姉さんは女子小学生に興味があります。』（おねえさんはじょししょうがくせいにきょうみがあります。）は、柚木涼太による日本の漫画作品。竹書房のウェブコミック配信サイト『ストーリアダッシュ』にて2017年4月21日より2024年2月2日まで連載。
セルフスピンオフとして『ときめけ魔法幼女ココピュア』が2021年2月から読み切りとして不定期で掲載され、第5話の公開後に単独タイトルに昇格した。

## あらすじ
容姿端麗で人気高校教師山田みのりは、実は幼女が大好きという趣味をもつ。隣に住む小学1年生の小恋ちゃんのお世話をすることに。幼女を愛でたいみのりは妄想が止まらなくなる。
そして小恋ちゃんもみのりに対して並々ならぬ恋愛感情を芽生えさせ、心配する隣人らを巻き込みながら二人の関係はエスカレートしていく。

## 登場人物
山田みのり（やまだ みのり）
本作の主人公。高校教師。28歳。ロリが大好きな残念女子。世間体を気にして己の趣味は周囲にひた隠してはいるが、小恋ちゃんには完全に見透かされており、彼女からの誘惑に耐える日々を送るが、やがてデートを繰り返し、人目を避けながらも日常的に口付けを交わす関係に至る。そのアイドルの様な容姿から、小恋ちゃんに限らず、多くの同性から好意を寄せられている。
鈴原小恋（すずはら ここ）
本作のヒロイン。通称「小恋ちゃん」。みのりの隣に住む女子小学生。6歳→7歳。同性愛者であり、将来はみのりと「ケッコン」することを夢見て様々な方法でみのりに迫る。当人は未熟児であることで自身の行いがどういった意味を持つのか理解していない部分もあり、かえって抑えを知らず、その行動力でみのりや関係者を大いに困惑させることも多々ある。独占欲も強くみのりが他の女性や幼女との距離が近くなるのに危機感を募らせる。
池谷悠（いけや ゆう）
ボーカリスト。29歳。みのりとは高校時代の先輩にあたるルームメイト。みのりの性癖と小恋ちゃんとの関係を知る数少ない人物で二人が暴走してしまわないように目を光らせている。一方で彼女もみのりに好意を寄せており、普段は比較的常識人だが酒癖が悪く、酔うとみのりにキスをしたり胸を揉んだりしてくる。
鈴原百合香（すずはら ゆりか）
小恋ちゃんの母。38歳。小恋ちゃんと引き離されるのを恐れるみのりが必死に隠していたが、小恋ちゃんが書いた手書きの婚姻届から二人が本当に恋人であることに気づき、「小恋ちゃんが大人になってもみのりの好意が変わらないなら」という条件付きで娘との交際を承諾した。普段は常識人に思えるが時折妄想の世界に入り込み、娘の歳不相応な恋愛観が遺伝による処でもあることを窺わせる描写がある。
円山陽愛（まるやま ひめ）
小恋ちゃんの友達。小恋ちゃんとみのりの只ならぬ関係を察して、彼女自身も同性愛者の気があるのか二人を応援したり羨ましがっている。
深雪愛花（みゆき まなか）
高校生。17歳。小学生時代、みのりに恋して現在も片想い継続中。小恋ちゃんと露を恋敵認定しており、みのりの好みである幼女のような容姿を活かしてことあるごとに誘惑し、略奪愛を狙う。
佐々木来（ささき くるり）／佐々木雨（ささき うるり）
小恋ちゃんの同級生。双子。みのりに想いを寄せる小恋ちゃんの影響でいわゆるマセガキ思考になっている。
早川彩凛（はやかわ あやり）
小恋ちゃんの一つ下の6歳。同性カップルの娘。小恋ちゃんに好意を抱きみのりを恋敵認定している。
早川茉綾（はやかわ まあや）
彩凛の母親で生みの親。同性夫婦の妻役。33歳。高校時代に同級生だった露が、同性である自身に好意を向けているのを隠していたのに勘付いてから逆に積極的なアプローチをかけて交際に至る。そういった経緯もあって、教育者のみのりと女児の小恋ちゃんが恋人関係であることにも偏見を持つことなく接している。一方で娘の彩凛の恋路も応援しており、時には面白がって煽り、みのりや露を慌てさせる。
早川 露（はやかわ つゆり）
彩凛の母親。同性夫婦の夫役。34歳。みのりと小恋ちゃんが恋人同士と知った当初は警戒していたが尋問の際に「高校時代、同性である茉綾に想いを寄せていることを隠そうとしていたが、茉綾を始め周囲には見透かされており、茉綾の方から関係を求められた末にゴールインした」自身とみのりの立場が酷似している事を互いに認識して同調、親友になる。以降は悠と同様、みのり・小恋ちゃんの関係が大事にならないように歯止め役に回る。

## 書誌情報
- 柚木涼太『お姉さんは女子小学生に興味があります。』竹書房〈バンブーコミックス〉、全11巻
  1. 2018年1月30日発売[5][6]、ISBN 978-4-8019-6169-2
  2. 2018年9月29日発売[7][8]、ISBN 978-4-8019-6400-6
  3. 2019年2月28日発売[9]、ISBN 978-4-8019-6540-9
  4. 2019年10月30日発売[10]、ISBN 978-4-8019-6781-6
  5. 2020年4月30日発売[11][12]、ISBN 978-4-8019-6930-8
  6. 2020年11月30日発売[13]、ISBN 978-4-8019-7148-6
  7. 2021年6月30日発売[14]、ISBN 978-4-8019-7332-9
  8. 2022年3月30日発売[15]、ISBN 978-4-8019-7585-9
  9. 2023年3月16日発売[16][17]、ISBN 978-4-8019-7977-2
  10. 2023年8月17日発売[18]、ISBN 978-4-8019-8132-4
  11. 2024年4月17日発売[19]、ISBN 978-4-8019-8299-4
- 柚木涼太『ときめけ魔法幼女ココピュア』竹書房〈バンブーコミックス〉、既刊1巻（2023年3月16日現在）
  1. 2023年3月16日[20][17]、ISBN 978-4-8019-7978-9